# ハルトムート・ヘル
ハルトムート・ヘル（ドイツ語：Hartmut Höll、1952年11月24日 - ）は、ドイツのピアニスト、音楽教育者。カールスルーエ音楽大学学長。

## 経歴
西ドイツのハイルブロンに牧師の息子として生まれる。ハイルブロンのテオドール＝ホイス＝ギムナジウム卒業。シュトゥットガルト、ミラノ、ミュンヘンで歌曲の伴奏を専門に学ぶ。
シュトゥットガルト音楽大学で白井光子と出会い、1972年からはデュオを組む。1973年に結婚。同年ウィーンのフーゴ・ヴォルフ・コンペティション、1974年ツヴィッカウのロベルト・シューマン・コンペティション、1976年スヘルトーヘンボス、アテネ、ミュンヘンのコンクールで入賞。1975年には東京でリサイタルデビュー、翌年にはアムステルダムでヨーロッパデビューを果たす。その後ヨーロッパ各地、スカンジナビア、イスラエル、アフリカ、日本、中東、南米、ロシア、アメリカ、カナダなどで公演し、1989年にはカーネギー・ホールにおいてラヴェル『シェヘラザード』でデュオとしてのニューヨークデビューを果たした。2人はデュオとして歌曲の分野で世界中で高名になり、数々のレコードを録音した。
1982年から1993年の引退まで、ディートリッヒ・フィッシャー＝ディースカウの伴奏ピアニストも務め、ザルツブルク音楽祭、エディンバラ音楽祭、フィレンツェ音楽祭、ミュンヘン音楽祭、ベルリン、東京、そしてニューヨークのカーネギー・ホールでのリサイタルなどで共演した。彼らのベートーベンなどの録音は、ヘルの細かく陰影をつけられた演奏で特別な賞賛を勝ち取った。もう1人の親しい共演者は、ヴィオラ奏者のタベア・ツィンマーマンであり、ブラームスやショスタコーヴィチのソナタなど、いくつかの注目すべき録音を行っている。また、20年以上（2020年現在）、彼はヨーロッパ、オーストラリア、アジア、アメリカでのコンサートでルネ・フレミングに同行してきた。いずれも、世界中のコンサートやCDで「曲の解釈の指針」となっている。
他に共演を行った歌手としては、クリストフ・プレガルディエン、トーマス・ハンプソン、ヴォルフガング・ホルツマイア、クリスチャン・エルスナー、ローマン・トレーケル、ウルシュラ・クリゲル、ヤドヴィガ・ラッペ、廖昌永、Zheng Zhou（英語版）、ヨゼフ・プロチュカ、イヴォンヌ・ナエフ、ヨッヘン・コヴァルスキー、ヘルマン・プライ、ペーター・シュライアー、ルネ・パーペなどがいる。ヘルは特に若い世代に関心を持っている。バリトンのAeneas Humm、メゾソプラノのYajie Zhang、テノールのIlker Arcayürekなどが挙げられる。室内楽のパートナーは、クラリネットのエドゥアルト・ブルンナー、ヨルグ・ヴィットマン、ジェルヴァース・ドゥ・ペイエ、ザビーネ・マイヤー、ヴァイオリンのユーディ・メニューイン、ピアノのアンドラーシュ・シフなどである。
ヘルが参加したCDは約60作品あり（Capriccio, Decca, EMI, Erato, Claves, MDG, BayerRecordsレーベル）、その多くが国際的な賞を受賞している（Diapason d'Or、ドイツレコード批評家賞など）。
ヘルはフランクフルトとケルンで教授職についた後、カールスルーエ音楽大学の教授となった。1998/1999年にはヘルシンキ大学の客員教授となり、1994年から2003年までザルツブルク・モーツァルテウム大学客員教授であった。また、アーウィン・ゲージの後を継ぎ、チューリッヒ芸術大学でリート解釈をほぼ10年間教えた。彼はまた、2007年10月以来、カールスルーエ音楽大学の学長を務めている（2021年2月現在）。
ヘルは、サヴォンリンナ音楽祭（フィンランド）、シュレスヴィヒ＝ホルシュタイン音楽祭、ワイマール国際音楽ゼミナール、ザルツブルク・モーツァルテウムの夏ゼミナール、オールドバラ音楽祭、スイス、アメリカ（タングルウッド、シンシナティ）、カイロ、エルサレムのアイザック・スターン音楽センターなどで歌曲のマスタークラスを行っている。彼は毎年上海音楽学院でも教えている。2019年と2020年に、彼はニューヨークのカーネギー・ホールにあるソング・スタジオに招待された。
1990年にヘルはツヴィッカウ市からロベルト・シューマン賞を授与された。彼はツヴィッカウのロベルト・シューマン協会の名誉会員となっている。
またヘルは審査員や審査委員長として、ニューヨーク・ナウムバーグ国際音楽コンクール、ロベルト・シューマン・コンクール・ツヴィッカウ、ヴォーチェピアノ・モスクワ、ブーランジェ・コンクール・パリ、ARD国際音楽コンクール・ミュンヘンに何度も招待されている。
1985年から2007年まで、ヘルは国際フーゴ・ヴォルフ・アカデミーの芸術監督を務めていた。彼のもとで、シュトゥットガルトに国際フーゴ・ヴォルフ・コンクールが設立された。彼が設定したコンサートシリーズのテーマは例えば以下の通りである。1988年「エドゥアルト・メーリケ」、1990年「ドイチュラント」、1992年/1993年シモーヌ・ヴェイユの援助のもと「ヨーロッパの現実－人間－大都市－放浪」、1997年シューベルト自身が出版を意図した108の作品群の全公演、1998年「自然による/人間による」とヨーロッパ文化首都ワイマールへの招待、2002年 音楽・文学・映画による「ドナウの旅」。この取り組みは国境を越えて注目され、ニューヨークのリンカーン・センターやパリのルーヴル美術館への招待につながった。
2012年『言葉と音楽（WortMusik）』がスタッカート出版デュッセルドルフから出版された。この本は、ヘルの個人的な回想とともに、自身の経験と歌曲へのアプローチについて述べている。

## 著作
- 『言葉と音楽（WortMusik）』スタッカート出版デュッセルドルフ 2012年 ISBN 978-3-932976-44-5（ドイツ語）

## 主なディスコグラフィー
きわめて多数の音源が存在しており、以下はほんの一部である。
- シェック歌曲集（1986）Claves Records
- モーツァルト21曲（白井光子）（1986）Capriccio Records
- メンデルスゾーン歌曲集（ディートリヒ・フィッシャー＝ディースカウ）（1991）Claves Records
- シェック Das Hold Bescheiden（白井光子） （1993）Claves Records
- ウェーバー歌曲集（1993）Claves Records
- ラヴェル歌曲集（ディートリヒ・フィッシャー＝ディースカウ）（1993）Orfeo Records
- シェック Das stille Leuchten （1994）Claves Records
- リヒャルト・シュトラウス歌曲集（白井光子）（1994）Capriccio Records
- ヴィオラとの歌曲集（1995）Capriccio Records
- シューベルト『美しき水車小屋の娘』『冬の旅』（1997）Capriccio Records
- シューマン『女の愛と生涯』『リーダークライスOp.39』（1997）Camerata Records
- ノルベルト・ブルクミュラー 室内楽曲（2000）MDG Records
- ヴィクトル・ウルマン歌曲集（白井光子）（2001）Capriccio Records
- ブラームス ヴィオラソナタ、シューマン メルヘンビルダー（2003）EMIクラシックス
- シューマン ソナタ第1番105、メルヘンビルダー、ロマンス集、幻想小曲集、Adagio and Allegro（2004）Capriccio Records
- シューベルト歌曲集（2004）Apex Records
- ルートヴィヒ・トゥイレ 選曲集（2012）Capriccio Records
- ドイツのデュエット：メンデルスゾーン、シューマン、ブラームス（2014）Dux Records